# Ярусадаг
Ярусадаг (лезг. Ярусакьил)— горный пик на юге Дагестана. Высота — 3584,1 м.

## География
Гора находится на юге Дагестана, в южной части Ахтынского района, в нескольких километрах к северу от государственной границы России с Азербайджанской Республикой. К юго-западу от горы расположено село Гдым, к юго-востоку — Фий. Ручьи, стекающие с западного склона горы пополняют реку Гдымчай, с восточного склона — Фийчай. С северных склонов горы ручьи впадают прямо в реку Ахтычай. Вершина Ярусадаг при высоте 3584 метра, превышает по высоте вершины Главного Кавказского хребта, находящихся вблизи горы. Вершина самой горы Ярудаг расположена на высоте 3584 метра, однако юго-западнее вершины на триста метров расположен пик высотой 3618,5 метра. На восточном основании горы находится дубовая роща.
С вершины открывается широкий вид на окрестности: к северу от горы открыто пространство до гор Курахского района, к северо-востоку видно Каспийское море в районе Дербента; к югу открывается вид на Карабахские горы.